# Cerdistus prostratus
Cerdistus prostratus är en tvåvingeart som beskrevs av Hardy 1935. Cerdistus prostratus ingår i släktet Cerdistus och familjen rovflugor. Inga underarter finns listade i Catalogue of Life.